# Cardicium
Cardicium (łac. Diœcesis Cardicensis) – stolica historycznej diecezji w Cesarstwie Bizantyńskim (prowincja Tesalia), współcześnie w Grecji. Od XVI wieku katolickie biskupstwo tytularne, wakujące od 1969.

## Biskupi tytularni
| Lp. | Biskup                                    | Od                  | Do                |
| --- | ----------------------------------------- | ------------------- | ----------------- |
| 1   | Jean Balarin                              | 24 sierpnia 1515    | brak danych       |
| 2   | Jean de Mansi OPraem                      | 27 lutego 1540      | brak danych       |
| 3   | Paul Boudot                               | 22 kwietnia 1613    | 14 stycznia 1619  |
| 4   | Johannes Pelking OFMConv.                 | 16 grudnia 1619     | 28 grudnia 1642   |
| 5   | Bernhard Frick                            | 16 listopada 1644   | 13 marca 1655     |
| 6   | Isidoro Masones y Nin                     | 1 października 1703 | 15 grudnia 1704   |
| 7   | Alfonso-Maria di Donato OFMObs.           | 1835                | 20 maja 1848      |
| 8   | Augusto Bonetti CM                        | 5 maja 1885         | 6 maja 1887       |
| 9   | Jules-Auguste Coqset CM                   | 19 lipca 1887       | 2 lutego 1917     |
| 10  | Francisco Ruiz de Azúa Ortiz de Zárate OP | 19 czerwca 1917     | 22 maja 1929      |
| 11  | Josephus Lemmens                          | 5 lutego 1932       | 26 marca 1932     |
| 12  | Joseph Lapierre PME                       | 24 maja 1932        | 11 kwietnia 1946  |
| 13  | Anton Vovk                                | 15 września 1946    | 26 listopada 1959 |
| 14  | Eloy Tato Losada IEME                     | 3 maja 1960         | 25 kwietnia 1969  |